# Mistrzostwa Świata w Zapasach 1982
Mistrzostwa Świata w Zapasach 1982 w stylu klasycznym odbyły się w Katowicach (Polska), a w stylu wolnym w mieście Edmonton (Kanada).

## Tabela medalowa
| Lp. | Państwo           |    |   |   | Razem |
| --- | ----------------- | -- | - | - | ----- |
| 1   | ZSRR              | 11 | 2 | 4 | 17    |
| 2   | Polska            | 3  | 2 | 1 | 6     |
| 3   | NRD               | 2  | 0 | 2 | 4     |
| 4   | Bułgaria          | 1  | 6 | 4 | 11    |
| 5   | Rumunia           | 1  | 3 | 1 | 5     |
| 6   | Stany Zjednoczone | 1  | 0 | 3 | 4     |
| 7   | Szwecja           | 1  | 0 | 0 | 1     |
| 8   | Jugosławia        | 0  | 1 | 2 | 3     |
| 9   | Kuba              | 0  | 1 | 1 | 2     |
|     | Węgry             | 0  | 1 | 1 | 2     |
| 11  | Kanada            | 0  | 1 | 0 | 1     |
|     | Czechosłowacja    | 0  | 1 | 0 | 1     |
|     | Japonia           | 0  | 1 | 0 | 1     |
|     | Turcja            | 0  | 1 | 0 | 1     |
| 15  | Korea Południowa  | 0  | 0 | 1 | 1     |

## Medale

### Mężczyźni

#### Styl wolny
| Konkurencja |                      |                    |                  |
| ----------- | -------------------- | ------------------ | ---------------- |
| 48 kg       | Siergiej Korniłajew  | Ali Mechmedow      | Šaban Trstena    |
| 52 kg       | Hartmut Reich        | Osman Efiendijew   | Joe Gonzalez     |
| 57 kg       | Anatolij Biełogłazow | Hideaki Tomiyama   | Stefan Iwanow    |
| 62 kg       | Siergiej Biełogłazow | Simeon Szterew     | József Orbán     |
| 68 kg       | Michaił Characzura   | Raúl Cascaret      | Eberhard Probst  |
| 74 kg       | Leroy Kemp           | Dan Karabin        | Jurij Worobjow   |
| 82 kg       | Tajmuraz Dzgojew     | Efraim Kamberow    | David Schultz    |
| 90 kg       | Uwe Neupert          | Clark Davis        | Władimir Batnia  |
| 100 kg      | Illa Mate            | Sławczo Czerwenkow | Greg Gibson      |
| +100 kg     | Sałman Chasimikow    | Adam Sandurski     | Andreas Schröder |

#### Styl klasyczny
| Konkurencja |                    |                  |                 |
| ----------- | ------------------ | ---------------- | --------------- |
| 48 kg       | Temo Kazaraszwili  | Salih Bora       | Bratan Cenow    |
| 52 kg       | Benur Paszajan     | Lubomir Cekow    | Bang Dae-du     |
| 57 kg       | Piotr Michalik     | Niculae Zamfir   | Wasilij Fomin   |
| 62 kg       | Ryszard Świerad    | Rafaił Nasibułow | Panajot Kirow   |
| 68 kg       | Giennadij Jermiłow | István Péter     | Ștefan Negrișan |
| 74 kg       | Ștefan Rusu        | Andrzej Supron   | Karlo Kasap     |
| 82 kg       | Taimuraz Aphazawa  | Ion Draica       | Jan Dołgowicz   |
| 90 kg       | Frank Andersson    | Atanas Komszew   | Igor Kanygin    |
| 100 kg      | Roman Wrocławski   | Vasile Andrei    | Andrej Dimitrow |
| +100 kg     | Nikoła Dinew       | Refik Memisevic  | Cándido Mesa    |